# 阿羅內河
阿羅內河是意大利的河流，位於該國中部拉吉歐地區，河道全長37公里，流域面積125平方公里，發源自布拉恰諾湖，最終注入提雷尼亞海。